# Není ryba jako ryba
Není ryba jako ryba (v anglickém originále One Fish, Two Fish, Blowfish, Blue Fish) je 11. díl 2. řady (celkem 24.) amerického animovaného seriálu Simpsonovi. Scénář napsala Nell Scovellová a díl režíroval Wes Archer. V USA měl premiéru dne 24. ledna 1991 na stanici Fox Broadcasting Company a v Česku byl poprvé vysílán 18. června 1993 na stanici ČT1.

## Děj
V suši baru si Homer objedná suši z fugu, smrtelně jedovaté ryby. Zatímco se mistr kuchař za restaurací líbá s Ednou Krabappelovou, učeň připravuje rybu tak, aby z ní odstranil jedovaté orgány. Poté, co Homer suši sní, ho číšník Akira varuje, že se možná otrávil. 
V nemocnici doktor Dlaha informuje Homera a Marge, že Homerovi pravděpodobně zbývá jen 22 hodin života. Ten večer Homer řekne Marge, že se zdrží toho, aby Bartovi a Líze řekl špatnou zprávu. Napíše si seznam věcí, které chce udělat, než zemře. 
Poté, co zaspal svůj poslední den, se Homer pokusí zvládnout věci na svém seznamu. Promluví si s Bartem jako chlap s chlapem, poslechne si Lízu, jak hraje na saxofon, a půjčí si Nedovu videokameru, aby natočil své video pro Maggie, až bude starší. Homer se usmíří se svým otcem Abem, což mu zabere mnohem víc času, než očekává, a donutí ho to vynechat některé další věci na seznamu. 
Když je Homer zatčen za překročení rychlosti, požaduje, aby mu policisté Lou a Eddie napsali pokutu. Chová se ale nevrle, a tak jej policisté zavřou do policejní cely. Poté, co Barney zaplatí kauci, Homer urazí svého šéfa, pana Burnse, a dá si poslední drink v hospodě U Vočka, kvůli čemuž zmešká večeři s rodinou. Spěchá domů, aby se stihl rozloučit se svými dětmi a „přitulit se“ k Marge. 
O půlnoci Homer tiše opustí svou postel a rozloučí se s každým členem rodiny, zatímco spí. Zachmuřeně sedí v obývacím pokoji a poslouchá Larryho Kinga, jak čte z kazety Bibli. Kazeta dohraje, hlava mu klesne a zdá se, že podlehl toxinu. Druhý den ráno je Marge v panice, že Homer není po jejím boku. Najde ho zhrouceného v křesle, ale všimne si, že slintá, a probudí ho, aby mu radostně oznámila, že je stále naživu. Homer oslavuje a přísahá, že bude žít naplno. Pokračuje ve svém životě, sleduje televizní turnaj v bowlingu a přitom pojídá vepřové kůže.

## Produkce
Scénář epizody napsala Nell Scovellová a režíroval ji Wes Archer. V dílu se Bart a Líza vplíží do karaoke místnosti suši baru a zpívají ústřední píseň k filmu Shaft z roku 1971. Cenzoři televize Fox původně nechtěli, aby štáb píseň použil, protože se domnívali, že text písně je pro televizi příliš obscénní. Aby štáb dokázal, že se cenzoři mýlí, a ukázal, že se píseň může objevit v televizi, vyhrabal záběry ze starého předávání Oscarů, na kterém píseň zpíval Isaac Hayes. Když šéfkuchař v suši baru zjistí, že byl Homer otráven, křičí na své učně japonsky. Štáb chtěl, aby jazyk, kterým mluví, byla skutečná japonština, a tak najal japonského herce, který jim hlášky překládal. Epizoda představila postavu Akiry, která se později v seriálu objevila ještě mnohokrát. Hlas Akirovi propůjčil americký herec George Takei, nicméně v pozdějších dílech postavu daboval Hank Azaria. V epizodě se objevilo mnoho dalších hostů: Larry King jako on sám, Sab Shimono jako šéfkuchař suši baru, Joey Miyashima jako Toshiro, kuchařský učeň, který krájí fugu, a Diane Tanakaová jako hostitelka baru. Role Kinga byla nejprve nabídnuta americkému zpěvákovi Bruci Springsteenovi, ale ten ji odmítl. Podle showrunnera Sama Simona roli odmítl i herec William Shatner.
Díl byl původně vysílán na stanici Fox ve Spojených státech 24. ledna 1991 a byl vybrán pro vydání ve videokolekci vybraných epizod s názvem The Last Temptation of Homer, která byla vydána 9. listopadu 1998. Do sady kolekce byly zařazeny také díly Ctěný pan Homer, Homer sám doma a Homerova dobrá víla. Epizoda byla opět zařazena do DVD sady Poslední pokušení Homera z roku 2005 a v květnu 1998 vyšla také na sedmém svazku videokolekce The Best of The Simpsons společně s dílem Bartova srážka s autem. Později byla zařazena do DVD sady The Simpsons season two; vyšla 6. srpna 2002. Scovellová, Matt Groening, Al Jean a Mike Reiss se podíleli na audiokomentáři k DVD.

## Kulturní odkazy
Název epizody je parodií na knihu One Fish Two Fish Red Fish Blue Fish od Dr. Seusse. Suši bar, který rodina Simpsonových navštíví, se nachází na ulici zvané Elm Street, což je odkaz na filmovou sérii Noční můra v Elm Street. Zatímco čekají, až Homer v suši baru dojí, Bart a Líza se vplíží do karaoke místnosti baru a zazpívají si ústřední píseň k filmu Shaft z roku 1971 od Isaaca Hayese. V karaoke místnosti se jeden pán představí jako Richie Sakai, což je odkaz na producenta seriálu Simpsonovi se stejným jménem, a zpívá píseň „Gypsies, Tramps & Thieves“ od Cher z roku 1971. Homer zpívá svou vlastní verzi gospelové písně „When the Saints Go Marching In“, zatímco naposledy poslouchá Lízu hrající na saxofon. Když Homer po odchodu z Vočkovy hospody přijde domů, buší kladivem na jedno z oken domu a křičí Margino jméno. Jedná se o odkaz na film Absolvent z roku 1967, ve kterém Ben Braddock (Dustin Hoffman) udělá totéž a běží ke kostelu, buší na okno a křičí: „Elaine! Elaine!“. Zatímco Homer čeká na svou smrt, poslouchá Larryho Kinga, jak čte Bibli na kazetě. King říká, že si myslí, že San Antonio Spurs vyhrají v tom roce titul NBA (ve skutečném životě vyhrají Chicago Bulls svůj první ze šesti titulů v roce 1991).

## Přijetí
V původním vysílání skončil díl v týdnu od 21. do 27. ledna 1991 na 27. místě v žebříčku sledovanosti s ratingem 14,1, což odpovídá 13 milionům domácností. V tomto týdnu se jednalo o nejsledovanější pořad na stanici Fox.
Po odvysílání epizoda získala od televizních kritiků převážně pozitivní hodnocení. Colin Jacobson z DVD Movie Guide uvedl, že navzdory „potenciálně trikovému tónu“ epizoda poskytla „spoustu zábavných momentů spolu s trochou emocionálního obsahu také. Seriál obvykle čistě vyvažuje sentimentalitu, a to se stalo i zde; vyhnul se přílišné sirupovitosti a obsahoval právě tolik emocí, aby zapůsobil. Obsahoval také několik skvělých kousků, jako například Bartovo a Lízino karaoke vystoupení se znělkou Shaftu. Také skončil na vtipnou a pronikavou notu.“
Autoři knihy I Can't Believe It's a Bigger and Better Updated Unofficial Simpsons Guide, Warren Martyn a Adrian Wood, napsali: „Opět hravé rýpnutí do rasových stereotypů. Homer působí jako rozumný muž, který chce prožít svůj poslední den ve velkém stylu, a závěrečný zvrat je snadno stejně dobrý jako loučení, která mu předcházela.“. Jeremy Kleinman z DVD Talku uvedl, že epizoda je „bohatá na sentimentalitu a Homerovo vyjádření lásky k rodině, když se obává, že jeho čas vypršel“. Také poznamenal, že zatímco všechny gagy s tabulí v seriálu jsou „vtipné“, tento díl „obsahuje opravdový klenot“, když Bart jednou napíše ‚Už nikdy nebudu používat zkratky.‘ a pak pod to dá stejnítka.“
Ed Potton z The Times napsal: „Scenáristé nabízejí černý humor po kýblech, ale o chmurné realitě Homerova osudu není nikdy pochyb; jeho konečné zhroucení je hluboce dojemné. Skvělý příklad toho, jak je seriálová ostrá satira kompenzována silným emocionálním jádrem.“. Doug Pratt, recenzent DVD a přispěvatel časopisu Rolling Stone, uvedl, že první polovina epizody se „baví utahováním si z japonských restaurací a podobně, zatímco druhá polovina poměrně úspěšně zdůrazňuje charaktery postav a zároveň udržuje komediálnost“. Bryce Wilson z časopisu Cinema Blend se v recenzi 2. řady vyjádřil takto: „V první polovině dílu se objevuje komediální nádech. Nejhorší momenty této řady jsou pouze nezajímavé, nikdy ne skutečně hrozné. Mírné přešlapy jako Homer maskotem, Není ryba jako ryba, Spasitel trapitel a Válka Simpsonových jsou trochu ploché. Ale i v jejich nejnižších bodech se dá snadno najít humor.“.
Jeremy Roebuck z KVUE zařadil tuto epizodu mezi nejlepší díly Simpsonových s náboženskou tematikou spolu s díly Bart prodává duši, Homer kacířem, Simpsonovské biblické příběhy a Malověrná Líza. Server Screen Rant díl označil za nejlepší epizodu 2. řady.